# FC Energetik-BGU Minsk
El Football Club Energetik-Belorusskiy Gosudarstvennyy Universitet (en español: Club de Fútbol Energético de la Universidad Estatal Bielorrusa), conocido simplemente como Energetik-BGU, es un equipo de fútbol la ciudad de Minsk en Bielorrusia que juega en la Liga Premier de Bielorrusia, la primera categoría de fútbol en el país.

## Historia
Fue fundado en el año 1996 en la capital Minsk con el nombre Zvezda Minsk y es el equipo que representa a la Universidad Estatal Bielorrusa. Seis años después de su fundación debutó con el nombre de Zvezda-VA-BGU en la Liga Premier de Bielorrusia, donde terminó en 12º lugar en su año de debut.
El club permaneció por 4 temporadas en la máxima categoría hasta que descendió en 2005 y desde entonces han jugado principalmente en la Segunda División de Bielorrusia y renombró al club como Zvezda-BGU, en 2006 llegó la semifinal de la Copa de Bielorrusia. En 2017, el equipo bielorruso cambió el nombre por FC Energetik-BGU

## Palmarés
- Segunda División de Bielorrusia: 1

1998